# Heddal
Heddal est une ancienne commune forestière de Norvège, située dans le comté (fylke) du Telemark. 
Heddal est une ancienne paroisse de la municipalité de Notodden. Heddal fut une municipalité de 1838 à 1964.
La municipalité de Heddal a été fusionnée avec la municipalité de Notodden en 1964. Au moment de la fusion, il y avait 4 844 personnes qui habitaient dans la municipalité de Heddal.
La commune est célèbre en raison de sa célèbre église en bois Stavkirke de Heddal.

## Personnalités liées à la commune
- Egil Bergsland (1924-2007) personnalité politique du Parti travailliste norvégien.
- Hans Herbjørnsrud (1938-2023) est un écrivain et nouvelliste.